# Spoorlijn Carhaix - Loudéac
De spoorlijn Carhaix - Loudéac was een Franse spoorlijn van Carhaix-Plouguer naar Loudéac. De lijn was 49,5 km lang en heeft als lijnnummer 487 000.

## Geschiedenis
De lijn werd in gedeeltes geopend door de Compagnie des chemins de fer de l'Ouest, van Carhaix naar Rostrenen op 15 mei 1898en van Rostrenen naar Loudéac op 17 augustus 1902. Reizigersverkeer werd opgeheven op 10 april 1967, goederenvervoer op 1 oktober 1967.

## Aansluitingen
In de volgende plaatsen was er een aansluiting op de volgende spoorlijnen:
Carhaix
RFN 480 000, spoorlijn tussen Carhaix en Camaret-sur-Mer
RFN 483 000, spoorlijn tussen Morlaix en Carhaix
RFN 484 000, spoorlijn tussen Carhaix en Rosporden
RFN 485 000, spoorlijn tussen Guingamp en Carhaix
Rostrenen
lijn tussen Quintin en Rostrenen
Loudéac
RFN 482 000, spoorlijn tussen La Brohinière en Loudéac

## Galerij

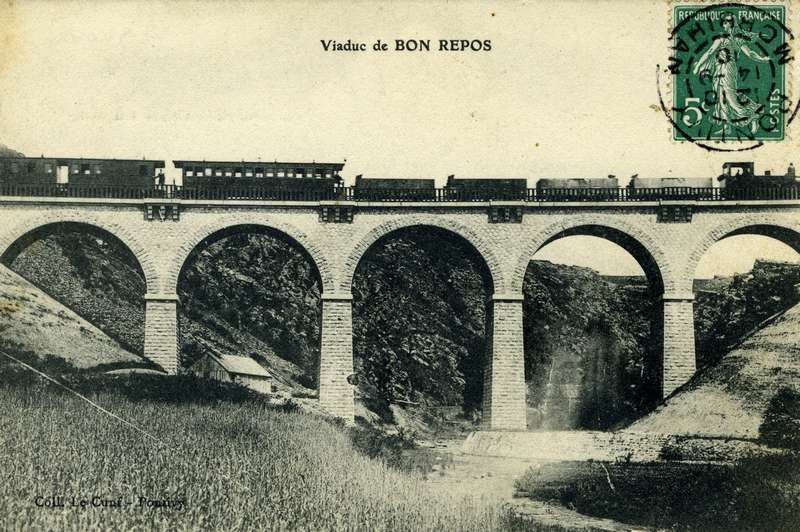
Viaduct van Bon-Repos
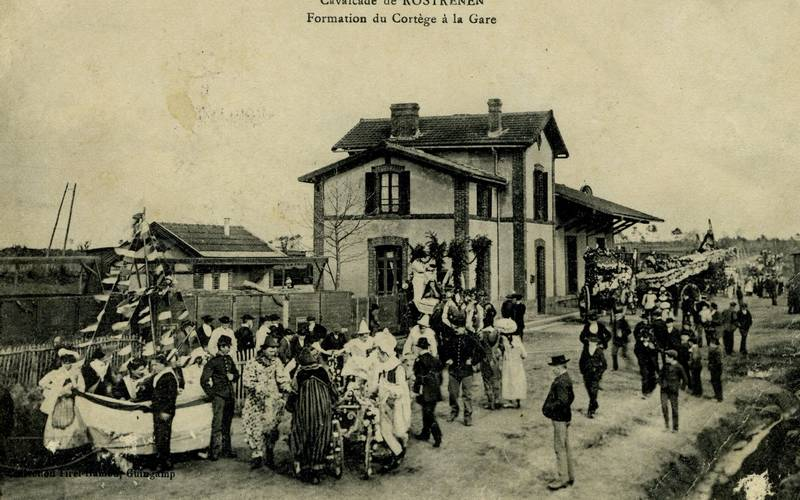
Station Rostrenen
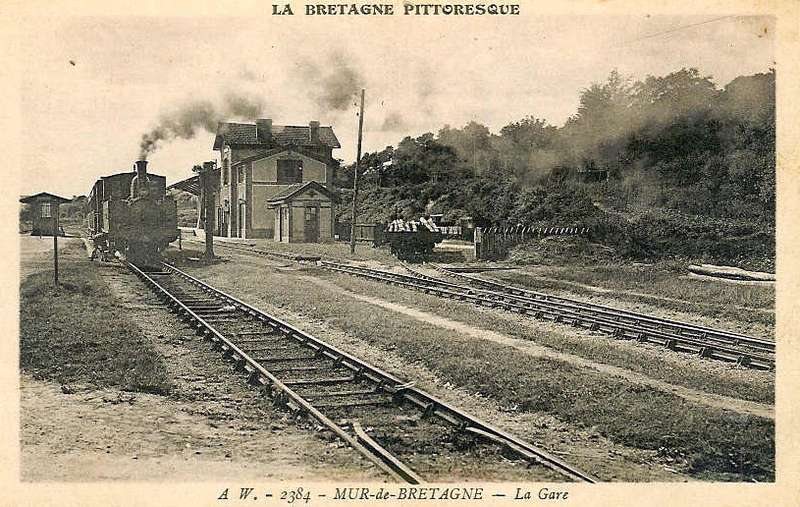
Mur-de-Bretagne
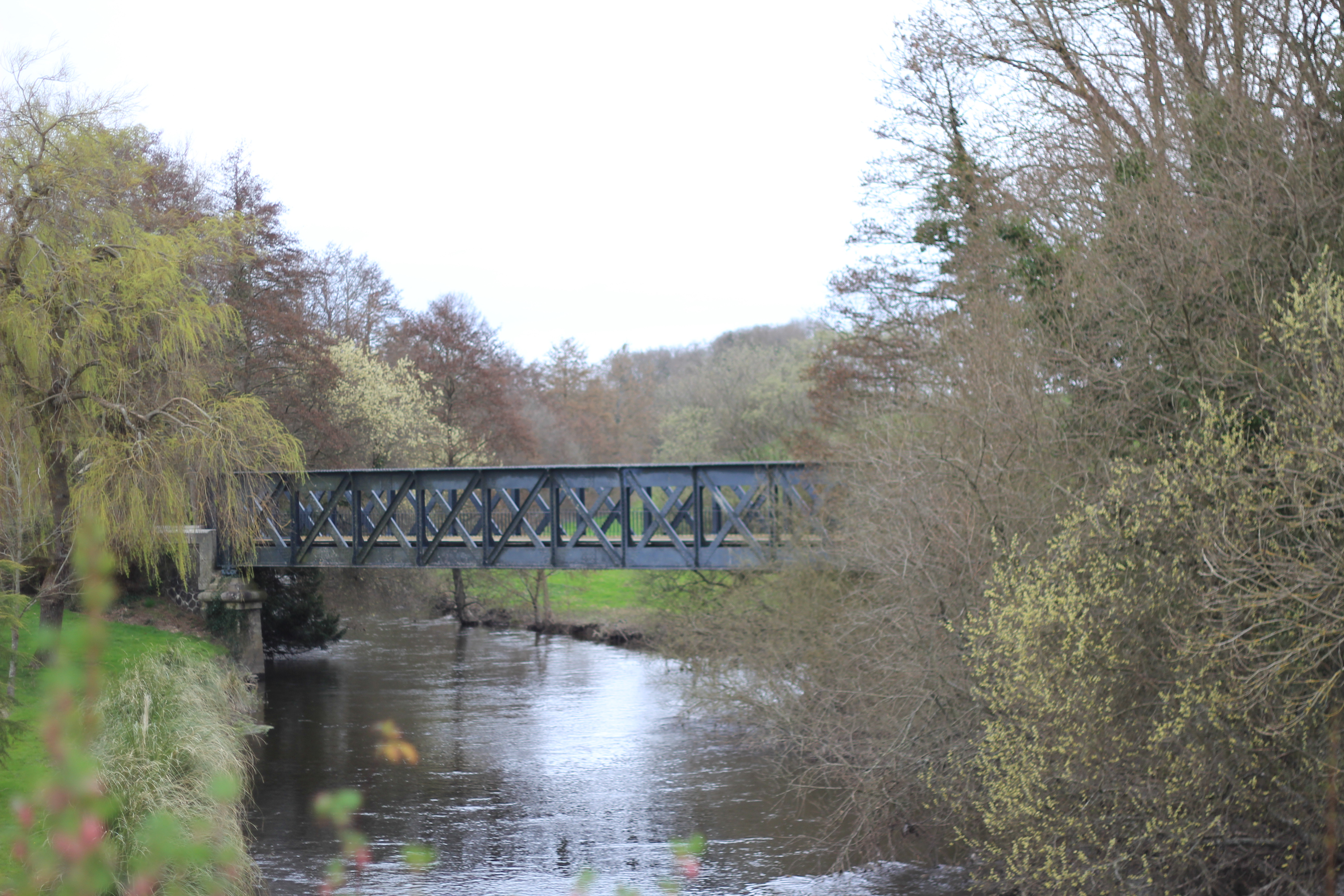
Spoorbrug van Gouarec